# Gekijōban Furandāsu no inu
Gekijōban Furandāsu no inu (劇場版 フランダースの犬? lett. "Il cane delle Fiandre - Il film"), anche noto col titolo in inglese The Dog of Flanders, è un film d'animazione del 1997 diretto da Yoshio Kuroda e prodotto dalla Nippon Animation. Si tratta di un remake della serie anime del 1975 Il fedele Patrash, parte del World Masterpiece Theater e a sua volta basata sul romanzo Il cane delle Fiandre di Ouida.
Preceduto da Black Jack - La sindrome di Moira (1996) e seguito da Marco: Haha o tazunete sanzen ri (1999), il film fa parte del progetto della casa di distribuzione Shochiku di realizzare adattamenti cinematografici tratti da serie televisive.

## Trama
Alois, una giovane suora, accompagna una scolaresca di bambini in gita presso la cattedrale di Anversa. La ragazza inizia così a ricordare della sua infanzia serena trascorsa nelle Fiandre insieme al suo amico Nello. Il bambino, molto povero e orfano di genitori, abitava con il nonno e si guadagnava da vivere vendendo il latte accompagnato dal suo fedele cane Patrasche, salvato tempo prima da un uomo crudele. Tuttavia, il padre di Alois non vedeva di buon occhio l'amicizia fra i due bambini a causa della bassa estrazione sociale del ragazzo. Nello possedeva inoltre un grande talento per la pittura e desiderava intensamente di poter un giorno ammirare i quadri di Rubens, presenti all'interno della cattedrale e visionabili soltanto a pagamento. Un giono viene indetto in città un concorso di disegno. Nello decide di parteciparvi, sperando di poter utilizzare il premio in denaro per riuscire finalmente a visionare i quadri. Purtroppo però, la giuria sceglie come vincitore il figlio di un uomo facoltoso, molto meno meritevole di Nello. Nel frattempo la situazione si aggrava; l'anziano nonno da tempo malato, muore, mentre Nello, non riuscendo più a pagare l'affitto, viene sfrattato dal padrone di casa. La notte di Natale, Nello e Patrasche si rifugiano nella cattedrale per ripararsi dal freddo. Qui, come in una visione, Nello riesce finalmente a vedere i tanto sognati quadri di Rubens. Il bimbo e il suo cane si addormentano mentre alcuni angeli discendono su di loro.

## Colonna sonora
La colonna sonora del film è stata composta da Taro Iwashiro. All'interno del film è inoltre presente la canzone When i Cry, composta da Tom Keane su testo di Susanne Marie Edgren ed eseguita da Dianne Reeves.

## Distribuzione
Il film è stato distribuito il 15 marzo 1997 in Giappone e il 7 marzo 2000 negli Stati Uniti, mentre è inedito in Italia.